# Attaque nocturne
Pour plus de détails, voir Fiche technique et Distribution.
Attaque nocturne est un court métrage français réalisé par Marc Allégret, sorti en 1931.

## Synopsis
À Maubeuge, après minuit dans un commissariat, une femme, Virginie Guespin, vient tout d'abord se plaindre auprès du commissaire que son mari la bat. Puis c'est au tour de Mme Levallois de venir supplier ce dernier de lui venir en aide : son amant, Jules Bonnard, est prétendument mort entre ses bras et son mari doit rentrer de voyage avant deux heures du matin. Séduit par le charme de Mme Levallois, le commissaire accepte de l'aider à se débarrasser du corps… Mais Jules n'est pas mort.

## Fiche technique
- Titre français : Attaque nocturne
- Réalisation : Marc Allégret
- Scénario, adaptation, dialogues : André de Lorde, d'après la pièce d'André de Lorde et Alfred Masson-Forestier
- Costumes : La maison Rosa Pichon pour les déshabillés
- Décors : Jean de Marguenat + assistant réalisateur
- Photographie : Théodore Sparkuhl
- Opérateur : Roger Forster
- Production : Pierre Braunberger
- Société de production : Braunberger-Richebé
- Société de distribution :  Les Artistes Associés
- Pays de production :  France
- Langue originale : français
- Format : Noir et blanc — 35 mm — 1,33:1 — Son mono
- Genre :  Comédie
- Durée : 25 minutes

## Distribution
- Fernandel : Le commissaire
- Betty Spell : Mme Valentine Levallois
- Madeleine Guitty : Virginie Guespin
- Julien Carette : Jules Bonnard, l'amant
- Émile Saint-Ober : Rodier, un gardien de la paix

## Autour du film
- Tournage dans les studios de Billancourt et dans les studios Lutétia des Galeries Barbès